# 1916 en rugby à XV
Les faits marquants de l'année 1916 en rugby à XV

## Principales compétitions
En raison de la Première Guerre mondiale aucune compétition n'est disputée.

## Principaux décès
- 14 août : Charlie Pritchard meurt à l'âge de 33 ans à Chocques lors de la bataille de la Somme[1].